# Турнир кандидата у шаху, Будимпешта, 1950
Турнир кандидата у шаху 1950. био је први такав турнир у организацији ФИДЕ. Одржан је у Будимпешти од 11. априла до 20. маја. Учествовало је 10 играча, а играло се двокружно (свако са сваким по 2 партије), по Бергеровом систему. Василиј Смислов и Паул Керес имали су право наступа као другопласирани и трећепласирани са СП-а 1948. одржаног у Москви. Петорица првопласираних с Међузонског турнира 1948. у Салтсјобадену (предграђу Стокхолма такође су се пласирали на Турнир кандидата. Макс Еве и Самјуел Решевски, такође учесници СП-а 1948, били су спречени учествовати због других обавеза. Позивницу је добио и Реубен Фине, али је, као и 1948, рекао да нема интереса да учествује.
Након 18 кола 1. место поделили су Давид Бронштајн и Исак Болеславски. Због тога је 3 месеца касније у Москви организиран меч разигравања између њих како би се добио изазивач за тадашњег светског првака, Михаила Ботвиника, за СП 1951. Након 12 партија и даље је било нерешено, па је договорено да победник буде онај ко први добије партију, што је пошло за руком Бронштејну.
Осим Бронштајна и Болеславског, за наредни турнир кандидата квалификовали су се играчи који су заузели 3, 4. и 5. место (Смислов, Керес и Најдорф).

## Коначна табела
|     | Играч                     | 1. | 1. | 2. | 2. | 3. | 3. | 4. | 4. | 5. | 5. | 6. | 6. | 7. | 7. | 8. | 8. | 9. | 9. | 10. | 10. | Бодови |
| --- | ------------------------- | -- | -- | -- | -- | -- | -- | -- | -- | -- | -- | -- | -- | -- | -- | -- | -- | -- | -- | --- | --- | ------ |
| 1.  | Исак Болеславски (СССР)   |    |    | ½  | ½  | 1  | ½  | ½  | ½  | ½  | ½  | 1  | ½  | ½  | ½  | ½  | 1  | ½  | 1  | 1   | 1   | 12     |
| 2.  | Давид Бронштајн (СССР)    | ½  | ½  |    |    | 0  | 1  | ½  | 1  | 1  | 1  | 1  | ½  | 0  | 1  | ½  | ½  | 1  | ½  | ½   | 1   | 12     |
| 3.  | Василиј Смислов (СССР)    | 0  | ½  | 1  | 0  |    |    | ½  | ½  | 1  | ½  | ½  | 1  | 0  | 1  | ½  | 1  | ½  | ½  | ½   | ½   | 10     |
| 4.  | Паул Керес (СССР)         | ½  | ½  | ½  | 0  | ½  | ½  |    |    | ½  | ½  | 1  | 0  | 1  | ½  | ½  | ½  | ½  | 1  | ½   | ½   | 9½     |
| 5.  | Мигел Најдорф (Аргентина) | ½  | ½  | 0  | 0  | 0  | ½  | ½  | ½  |    |    | ½  | ½  | ½  | ½  | 1  | 1  | ½  | 1  | ½   | ½   | 9      |
| 6.  | Александар Котов (СССР)   | 0  | ½  | 0  | ½  | ½  | 0  | 0  | 1  | ½  | ½  |    |    | ½  | 1  | 1  | 0  | 1  | 0  | 1   | ½   | 8½     |
| 7.  | Гидеон Столберг (Шведска) | ½  | ½  | 1  | 0  | 1  | 0  | 0  | ½  | ½  | ½  | ½  | 0  |    |    | ½  | ½  | ½  | ½  | ½   | ½   | 8      |
| 8.  | Андор Лилиентал (СССР)    | ½  | 0  | ½  | ½  | ½  | 0  | ½  | ½  | 0  | 0  | 0  | 1  | ½  | ½  |    |    | 1  | 0  | ½   | ½   | 7      |
| 9.  | Ласло Сабо (Мађарска)     | ½  | 0  | 0  | ½  | ½  | ½  | ½  | 0  | ½  | 0  | 0  | 1  | ½  | ½  | 0  | 1  |    |    | 1   | 0   | 7      |
| 10. | Сало Флор (SSSR)          | 0  | 0  | ½  | 0  | ½  | ½  | ½  | ½  | ½  | ½  | 0  | ½  | ½  | ½  | ½  | ½  | 0  | 1  |     |     | 7      |

## Разигравање (Москва)
|    | Играч                   | 1. | 2. | 3. | 4. | 5. | 6. | 7. | 8. | 9. | 10. | 11. | 12. | 13. | 14. | Бодови |
| -- | ----------------------- | -- | -- | -- | -- | -- | -- | -- | -- | -- | --- | --- | --- | --- | --- | ------ |
| 1. | Давид Бронштајн (СССР)  | 1  | ½  | ½  | ½  | ½  | ½  | 1  | 0  | ½  | ½   | 0   | ½   | ½   | 1   | 7½     |
| 2. | Исак Болеславски (СССР) | 0  | ½  | ½  | ½  | ½  | ½  | 0  | 1  | ½  | ½   | 1   | ½   | ½   | 0   | 6½     |